# Bermudy na Letnich Igrzyskach Olimpijskich 1988
Bermudy na Letnich Igrzyskach Olimpijskich 1988 reprezentowało 12 zawodników, 11 mężczyzn i 1 kobieta.

## Skład reprezentacji

### Boks
Mężczyźni
- Quinn Paynter
  - Waga lekkośrednia - 9. miejsce

### Jeździectwo
Mężczyźni
- Peter Gray
  - WKKW mix - 31. miejsce

- Carol Ann Blackman
  - WKKW mix - nie ukończył

### Lekkoatletyka
Mężczyźni
- Bill Trott
  - Bieg na 100 m - odpadł w pierwszej rundzie eliminacyjnej

- Troy Douglas
  - Bieg na 200 m - odpadł w pierwszej rundzie eliminacyjnej
  - Bieg na 400 m - odpadł w drugiej rundzie eliminacyjnej

- Mike Watson
  - Bieg na 800 m - odpadł w pierwszej rundzie eliminacyjnej
  - Bieg na 1500 m - odpadł w pierwszej rundzie eliminacyjnej

- Clarence Saunders
  - Skok w wzwyż - 5. miejsce

- Brian Wellman
  - Trójskok - 33. miejsce

### Pływanie
- Victor Ruberry
  - 100 m stylem klasycznym - 53. miejsce

### Tenis ziemny
Mężczyźni
- Stephen Alger
  - Singiel - 33. miejsce

### Żeglarstwo
Mężczyźni
- Eddie Bardgett i Glenn Astwood
  - Klasa Open, Tornado - 18. miejsce